# Eberhard Dietzsch
Eberhard Dietzsch (* 3. Januar 1938 in Reichenbach im Vogtland; † 3. Januar 2006 in Gera) war ein deutscher Maler, Grafiker und Cartoonist des 20. Jahrhunderts.

## Leben
Dietzsch wuchs als Einzelkind in Reichenbach im Vogtland auf. Sein Vater war Färber in der reichenbacher Textilindustrie, seine Mutter Hausfrau. Von 1952 bis 1955 durchlief er eine Ausbildung zum Lithografen in einer Großdruckerei, von 1955 bis 1958 studierte er an der Fachschule für angewandte Kunst in Leipzig bei Karl Miersch und Hajo Rose. Im Jahr 1958 zog er nach Gera, wo er bei der DEWAG eine Tätigkeit als Gebrauchsgrafiker aufnahm, 1959 kündigte er und arbeitete nun als freischaffender Gebrauchsgrafiker und Künstler. Von 1971 bis 1973 war Dietzsch Meisterschüler bei Klaus Wittkugel an der Akademie der Künste Berlin. Er war auch freier Mitarbeiter eines Bankhauses. 1999 rief er mit Peter Geist (* 1956) und Kurt Pesl das Symposium SATHÜR Handzeichnungen aus Sachsen und Thüringen ins Leben, das abwechselnd in Glauchau und Weida stattfindet.
Dietzsch war von 1959 bis 1990 Mitglied des Verband Bildender Künstler der DDR.
Seit 2008 wird in Gera ein nach ihm benannter Preis verliehen.

## Auszeichnungen
- 1986: 3. Preis bei der Karikatur-Biennale Greiz[4]

## Werke (Auswahl)
- Bremer Stadtmusikanten (Tafelbild, Öl, 1970; ausgestellt 1972/1973 auf der VII. Kunstausstellung der DDR)[5]

- Frau Holle (Tafelbild, Öl, 1970; ausgestellt 1972/1973 auf der VII. Kunstausstellung der DDR)[6]

- Das kleinere Übel (Zeichnung; ausgestellt 1982/1983 auf der IX. Kunstausstellung der DDR)[7]

## Ausstellungen (unvollständig)

### Einzelausstellungen
- 1970: Malerei, Grafik, Salon Wystawowy BWA, Polen
- 1972: Malerei, Grafik, Galerie BWA, Katowice, Polen
- 1977: Malerei, Grafik, Gebrauchsgrafik, Galerie Neulobeda, Jena
- 1978: Karl-Marx-Stadt, Schauspielhaus
- 1979: Olsztyn, Galerie Planetarium
- 1987: Zeulenroda, Galerie Hans Steger
- 1987: Unterwellenborn, Galerie Kulturpalast Maxhütte
- 1987: Plauen, Vogtland-Galerie
- 1988: Greiz, Sommerpalais
- 1988: Gera, Galerie Haus der Kultur
- 1992: Bochum, Galerie Bergmannsheil
- 1995: Gera, Otto-Dix-Haus
- 1997: Jena, Romantikerhaus
- 1998: Gera, Kunstsammlung Gera (Orangerie)

### Gruppenausstellungen
- 1972/1973, 1977/1978, 1982/1983 und 1987/1988: Dresden, VII. bis X. Kunstausstellung der DDR

- 1969, 1974, 1979 und 1984: Gera, Bezirkskunstausstellungen

- 1970: Berlin, Altes Museum („Im Geiste Lenins“)

- 1982: Gera („Zeichenkunst in der DDR“)

- 1985: Erfurt, Gelände der Internationalen Gartenbauausstellung („Künstler im Bündnis“)

- 1978–1990: Greiz, Satiricum (Biennale der Karikatur in der DDR)
- 1992: EXPO, Sevilla
- postum 2023: Gera, Otto-Dix-Haus („Altes und neues Gera“)